# پرینز (دهانه)
پرینز یک دهانه برخوردی در ماه‌ است.